# Home Nations Championship 1887

La Home Nations Championship de 1887 fou la cinquena edició del que avui dia es coneix com el torneig de les sis nacions. Cinc partits es van disputar entre el 8 de gener i el 12 de març de 1887. Els equips participants foren Anglaterra, Irlanda, Escòcia, i Gal·les. Escòcia va guanyar el campionat, per primera vegada, després d'haver compartit el títol amb Anglaterra a l'edició de 1886. George Campbell Lindsay va anotar cinc assaigs contra Gal·les, un rècord que segueix en peu.

## Classificació
| Posició | Nació      | Partits | Partits  | Partits  | Partits | Punts   | Punts     | Punts      | Taula de punts |
| Posició | Nació      | Jugats  | Guanyats | Empatats | Perduts | A Favor | En contra | Diferència | Taula de punts |
| ------- | ---------- | ------- | -------- | -------- | ------- | ------- | --------- | ---------- | -------------- |
| 1       | Escòcia    | 3       | 2        | 1        | 0       | 6       | 0         | +6         | 5              |
| 2       | Gal·les    | 3       | 1        | 1        | 1       | 1       | 4         | −3         | 3              |
| 3       | Irlanda    | 3       | 1        | 0        | 2       | 2       | 3         | −1         | 2              |
| 3       | Anglaterra | 3       | 0        | 2        | 1       | 0       | 2         | −2         | 2              |

## Results
| Gal·les | 0–0 | Anglaterra | 8 de gener de 1887 {{{time}}} - |
|         |     |            | 8 de gener de 1887 {{{time}}} - |

| Irlanda | 2–0 | Anglaterra | 5 de febrer de 1887 {{{time}}} - |
|         |     |            | 5 de febrer de 1887 {{{time}}} - |

| Irlanda | 0–2 | Escòcia | 19 de febrer de 1887 {{{time}}} - |
|         |     |         | 19 de febrer de 1887 {{{time}}} - |

| Escòcia | 4–0 | Gal·les | 26 de febrer de 1887 {{{time}}} - |
|         |     |         | 26 de febrer de 1887 {{{time}}} - |

| Anglaterra | (1T) 0–0 (1T) | Escòcia | 5 de març de 1887 {{{time}}} - |
|            |               |         | 5 de març de 1887 {{{time}}} - |

| Gal·les | 1–0 | Irlanda | 12 de març de 1887 {{{time}}} - |
|         |     |         | 12 de març de 1887 {{{time}}} - |

### Sistema de puntuació
Els partits es decidien per goals o gols, un goal era concedit quan l'equip feia un assaig i la posterior anotació, tant per un drop com per un goal from mark. Si el partit acabava en empat, aleshores el guanyador era l'equip amb més assaigs sense conversió. Si no hi havia encara cap guanyador clar es declarava empat.

## Partits

### Gal·les vs. Anglaterra
| Gal·les | 0 – 0 | Anglaterra | de gener de 8, 1887 {{{time}}} - Cricket pitch adjacent to Stradey Park, Llanelli Stradey Park abandoned to frozen pitch Assistència: 8,000 espectadors Àrbitre: George Rowland Hill (Anglaterra) |
|         |       |            | de gener de 8, 1887 {{{time}}} - Cricket pitch adjacent to Stradey Park, Llanelli Stradey Park abandoned to frozen pitch Assistència: 8,000 espectadors Àrbitre: George Rowland Hill (Anglaterra) |

Gal·les: Harry Bowen (Llanelli), Charles Taylor (Blackheath), Arthur Gould (Newport), Charlie Newman (Newport) capità., Billy Douglas (Cardiff), Jem Evans (Cardiff), Albert Hybart (Cardiff), Bob Gould (Newport), Alexander Bland (Cardiff), William Bowen (Swansea), D Morgan (Swansea), Edward Alexander (Cambridge Uni.), Tom Clapp (Newport), Willie Thomas (Llandovery), Thomas William Lockwood (Newport)
Anglaterra: Samuel Roberts (Swinton), Richard Lockwood (Dewsbury), Rawson Robertshaw (Bradford), John Le Fleming (Blackheath), Alan Rotherham (Richmond) capità., Fred Bonsor (Bradford), Robert Seddon (Broughton Rangers), WG Clibbon (Richmond), CR Cleveland (Oxford Uni.), GL Jeffery (Blackheath), Lawrie Hickson (Bradford), JH Dewhurst (Cambridge Uni.), Edgar Wilkinson (Bradford), N Spurling (Blackheath), HC Baker (Clifton)

### Irlanda vs. Anglaterra
| Irlanda                                    | 2G – 0 | Anglaterra | de febrer de 5, 1887 {{{time}}} - Lansdowne Road, Dublín Assistència: 5,000 espectadors Àrbitre: WD Phillips (Gal·les) |
| Assaig: Montgomery Tillie Con: Rambaut (2) |        |            | de febrer de 5, 1887 {{{time}}} - Lansdowne Road, Dublín Assistència: 5,000 espectadors Àrbitre: WD Phillips (Gal·les) |

Irlanda: Dolway Walkington (NIFC), CR Tillie (Dublín Uni.), DF Rambaut (Dublín Uni.), R Montgomery (Cambridge University), JH McLaughlin (Derry), RG Warren (Lansdowne) capità., Victor Le Fanu (Cambridge University), Thomas Lyle (Dublín Uni.), EJ Walsh (Lansdowne), JS Dick (Queen's College, Cork), R Stevenson (Lisburn), J Macauley (Limerick), J Chambers (Dublín Uni.), J Johnston (Belfast Albion), HJ Neill (NIFC)
Anglaterra: S Roberts (Swinton), RE Lockwood (Dewsbury), A St L Fagan (United Hospitals), WN Bolton (Blackheath), A Rotherham (Richmond) capità., Mason Scott (Cambridge Uni.), Robert Seddon (Broughton Rangers), WG Clibbon (Richmond), CJB Marriott (Blackheath), GL Jeffery (Blackheath), JL Hickson (Bradford), JH Dewhurst (Cambridge Uni.), AT Kemble (Liverpool), FE Pease (Hartlepool Rovers), A Teggin (Broughton Rangers)

### Irlanda vs. Escòcia
| Irlanda | 0 – 1G 2T 1GM | Escòcia                                   | de febrer de 19, 1887 {{{time}}} - Ormeau, Belfast Àrbitre: George Rowland Hill (Anglaterra) |
|         |               | Assaig: Maclagan McEwan Morton Con: Berry | de febrer de 19, 1887 {{{time}}} - Ormeau, Belfast Àrbitre: George Rowland Hill (Anglaterra) |

Irlanda: JM O'Sullivan (Cork), CR Tillie (Dublín Uni.), DF Rambaut (Dublín Uni.), R Montgomery (Cambridge University), JH McLaughlin (Derry), RG Warren (Lansdowne) capità., CM Moore (Dublín Uni.), Thomas Lyle (Dublín Uni.), EJ Walsh (Lansdowne), JS Dick (Queen's College, Cork), R Stevenson (Lisburn), J Macauley (Limerick), J Chambers (Dublín Uni.), J Johnston (Belfast Albion), HJ Neill (NIFC)
Escòcia: WF Holmes (Londres Scottish), Bill Maclagan (Londres Scottish), DJ McFarlan (Londres Scottish), AN Woodrow (Glasgow Acads), PH Don Wauchope (Fettesian-Lorettonians), CE Orr (West of Escòcia), Robert MacMillan (West of Escòcia), AT Clay (Edinburgh Acads), J French (Glasgow Acads), TW Irvine (Edinburgh Acads), WC McEwan (Edinburgh Acads), CW Berry (Edinburgh Wanderers), C Reid (Edinburgh Acads) capità., HT Ker (Glasgow Acads), DS Morton (West of Escòcia)

### Escòcia vs. Gal·les
| Escòcia                                                                                               | 4G 8T – 0 | Gal·les | de febrer de 26, 1887 {{{time}}} - Raeburn Place, Edimburg Àrbitre: FI Currey (Anglaterra) |
| Assaig: Lindsay (5) Don Wanchope Orr Reid MacMillan McEwan Maclagan Morton Con: Berry (2) Woodrow (2) |           |         | de febrer de 26, 1887 {{{time}}} - Raeburn Place, Edimburg Àrbitre: FI Currey (Anglaterra) |

Escòcia: AWC Cameron (Watsonians), Bill Maclagan (Londres Scottish), GC Lindsay (Londres Scottish), AN Woodrow (Glasgow Acads), PH Don Wauchope (Fettesian-Lorettonians), CE Orr (West of Escòcia), Robert MacMillan (West of Escòcia), AT Clay (Edinburgh Acads), J French (Glasgow Acads), TW Irvine (Edinburgh Acads), WC McEwan (Edinburgh Acads), CW Berry (Edinburgh Wanderers), C Reid (Edinburgh Acads) capità., HT Ker (Glasgow Acads), DS Morton (West of Escòcia)
Gal·les: Hugh Hughes (Cardiff), David Gwynn (Swansea), Arthur Gould (Newport), George Bowen (Swansea), Billy Douglas (Cardiff), Jem Evans (Cardiff), William Williams (Cardiff), Bob Gould (Newport) capità., Alexander Bland (Cardiff), William Bowen (Swansea), D Morgan (Swansea), Evan Richards (Swansea), Tom Clapp (Newport), Willie Thomas (Llandovery), Thomas William Lockwood (Newport)

### Anglaterra vs. Escòcia
| Anglaterra      | 1T – 1T | Escòcia        | de març de 5, 1887 {{{time}}} - Whalley Range, Manchester Àrbitre: Thomas Lyle (Irlanda) |
| Assaig: Jeffery |         | Assaig: Morton | de març de 5, 1887 {{{time}}} - Whalley Range, Manchester Àrbitre: Thomas Lyle (Irlanda) |

Anglaterra: HB Tristram (Richmond), RE Lockwood (Dewsbury), R Robertshaw (Bradford), WN Bolton (Blackheath), A Rotherham (Richmond) capità., F Bonsor (Bradford), Robert Seddon (Broughton Rangers), WG Clibbon (Richmond), CR Cleveland (Oxford Uni.), GL Jeffery (Blackheath), JL Hickson (Bradford), JH Dewhurst (Cambridge Uni.), E Wilkinson (Bradford), HH Springman (Liverpool), A Teggin (Broughton Rangers)
Escòcia: WF Holmes (Londres Scottish), Bill Maclagan (Londres Scottish), GC Lindsay (Londres Scottish), AN Woodrow (Glasgow Acads), PH Don Wauchope (Fettesian-Lorettonians), CE Orr (West of Escòcia), Robert MacMillan (West of Escòcia), AT Clay (Edinburgh Acads), J French (Glasgow Acads), TW Irvine (Edinburgh Acads), WC McEwan (Edinburgh Acads), CW Berry (Edinburgh Wanderers), C Reid (Edinburgh Acads) capità., HT Ker (Glasgow Acads), DS Morton (West of Escòcia)

### Gal·les vs. Irlanda
| Gal·les                    | 1T 1DG – 3T | Irlanda                | de març de 12, 1887 {{{time}}} - Birkenhead Park, Birkenhead Àrbitre: JA Gardener (Escòcia) |
| Assaig: Morgan Drop: Gould |             | Assaig: Montgomery (3) | de març de 12, 1887 {{{time}}} - Birkenhead Park, Birkenhead Àrbitre: JA Gardener (Escòcia) |

Gal·les: Samuel Clark (Neath), Charles Taylor (Blackheath), Arthur Gould (Newport), George Bowen (Swansea), John Goulstone Lewis (Llanelli), William Stadden (Cardiff), William Williams (Cardiff), Evan Roberts (Llanelli), Alexander Bland (Cardiff), William Bowen (Swansea), D Morgan (Swansea), Edward Alexander (Cambridge Uni.), Tom Clapp (Newport) capità., William Towers (Swansea), Thomas William Lockwood (Newport)
Irlanda: Dolway Walkington (NIFC), Maxwell Carpendale (Monkstown), DF Rambaut (Dublín Uni.), R Montgomery (Cambridge University), PJ O'Connor (Lansdowne), RG Warren (Lansdowne) capità., Victor Le Fanu (Cambridge University), T Taggart (Dublín Uni.), EJ Walsh (Lansdowne), JS Dick (Queen's College, Cork), R Stevenson (Lisburn), W Davison (Belfast Academy), J Chambers (Dublín Uni.), J Johnston (Belfast Albion), HJ Neill (NIFC)